# Akwila i Pryska
Akwila, cs. Apostoł Akiła i Pryska (Pryscylla) – judeochrześcijańska para małżeńska opisana w Nowym Testamencie, żyjąca w I wieku, święci Kościoła katolickiego i prawosławnego; według tradycji męczennicy chrześcijańscy. 
Wspominani są w Liście do Rzymian:
Pozdrówcie współpracowników moich w Chrystusie Jezusie, Pryskę i Akwilę, którzy za moje życie nadstawili karku i którym winienem wdzięczność nie tylko ja sam, ale i wszystkie Kościoły nawróconych pogan.
Podobnie jak apostoł Paweł z Tarsu, który był towarzyszem i przyjacielem małżeństwa, zajmowali się wyrobem namiotów. O Akwili wiadomo, że był Żydem pochodzącym z Pontu. W Rzymie stał się chrześcijaninem, ale został wygnany wraz z żoną w 49 roku dekretem cesarza Klaudiusza. Małżonkowie zamieszkali w Koryncie, gdzie przebywał u nich św. Paweł, następnie udali się wraz z nim do Efezu (tu nauczali Apollosa) i ponownie do Rzymu.
Dzieje Apostolskie i Listy Pawła podają, że udzielali oni gościny Kościołowi domowemu oraz działali jako katecheci. Istotne jest, że opisuje się ich razem, nie różnicując ze względu na płeć. Pryska pomagała mężowi w pracy w warsztacie, a Akwila pomagał jej w działalności na rzecz Kościoła. W tradycji prawosławnej Akwila zaliczany jest do grona Siedemdziesięciu dwóch wysłańców Jezusa Chrystusa.
Według tradycji apostoł Akwila został biskupem Heraklei. Podobno wraz z małżonką ponieśli męczeńską śmierć zabici przez pogan. W późniejszym okresie spora część ich relikwii trafiła do Rzymu.
Ze św. Pryską (Pryscyllą) utożsamiana jest św. Pryska, męczennica rzymska z III wieku, wspominana w Kościele katolickim 18 stycznia.
W ikonografii wschodniej apostoł przedstawiany jest zwykle w czerwonych szatach biskupich z Ewangelią w dłoniach. Ma siwą średniej długości brodę, a na nogach sandały. Niekiedy towarzyszy mu jego małżonka Pryska, która również trzymając Ewangelię patrzy na męża. 
Kościoły pod wezwaniem św. Pryski
- Kościół św. Pryski w Rzymie, gdzie pochowane są jej szczątki,
- Kościół św. Pryski w Taxco w Meksyku.

Wspomnienie liturgiczne małżonków w Kościele katolickim obchodzone jest 8 lipca. Kościół prawosławny wspomina apostoła Akwila dwukrotnie 14/27 lipca, tj. 27 lipca według kalendarza gregoriańskiego i 4/17 stycznia (Sobór siedemdziesięciu apostołów).